# لیتل سیلور، نیوجرسی
لیتل سیلور (به انگلیسی: Little Silver) شهری در ایالت نیوجرسی کشور ایالات متحده آمریکا است که جمعیت آن در سرشماری سال ۲۰۱۰ میلادی، ۵٬۹۵۰ نفر بوده‌است.